# Hoya betchei
Hoya betchei ist eine Pflanzenart der Gattung der Wachsblumen (Hoya) aus der Unterfamilie der Seidenpflanzengewächse (Asclepiadoideae).

## Merkmale
Hoya betchei ist eine epiphytische, hoch kletternde mit fadenförmigen, windenden Trieben. Die kahlen Triebe sind verzweigt, biegsam und wenig beblättert. Die ausgebreiteten Blätter sind gestielt, die fleischigen Blattstiele sind 1 cm lang. Die ledrigen und kahlen Blattspreiten sind lanzettlich-elliptisch, 6,5 bis 9,5 cm lang und mittig 1,8 bis 2,3 cm breit. Die Spreitenbasis ist gerundet, der Apex ist spitz.
Der doldenförmige, aufrecht stehende Blütenstand enthält nur wenige Blüten. Der kahle Blütenstandsstiel ist im Querschnitt rund und 5 bis 6 cm lang. Die Blütenstiele sind dünn, kahl und etwa 3,5 cm lang. Die Kelchblätter sind eiförmig-länglich 2 mm lang und enden stumpf. Die Blütenkrone ist breit-glockenförmig, die untere Hälfte ist verwachsen. Die Kronblattzipfel sind dreieckig-eiförmig und enden stumpf. Sie sind innen flaumig behaart, die Ränder sind mit Zilien besetzt, außen sind sie kahl und ungefähr 1,1 cm lang. Die Nebenkronenzipfel sind fleischig, der innere Fortsatz ist länglich und kurz schnabelartig verlängert, der äußere Fortsatz ist länglich und mit einer Längsrinne, leicht aufsteigend. Die Staubbeutel sind trapezoidal, der durchscheinende Fortsatz ist eiförmig und endet stumpf. Die Spitze der Nebenkronenzipfel überragen die Staubbeutel ein wenig. Der Griffelkopf ist kegelförmig. Die Pollinia sind länglich mit einem Kiel auf der Außenseite. Die Caudiculae sind kurz und dünn. Das Corpusculum ist rhombisch und sehr klein.

## Ähnliche Art
Hoya betchei ist nahe mit Hoya papuanum Schlechter verwandt. Die Blütenkrone sind annähernd gleich groß, Hoya betchei unterscheidet sich aber durch die Form der Blätter und die innen behaarten Blüten.

## Geographische Verbreitung und Habitat
Das Verbreitungsgebiet der Art ist Samoa. Sie kommt dort in Wäldern in höheren Lagen vor. E. Betche fand sie dort blühend im Dezember 1880.

## Taxonomie
Das Taxon wurde 1908 von Rudolf Schlechter ursprünglich unter dem Namen Physostelma betchei publiziert. Sie wurde später von W. Arthur Whistler in die Gattung Hoya R.Br. transferiert. Die Plants of the World online akzeptiert Hoya bandaensis als gültiges Taxon. Whistler hält allerdings Hoya chlorantha für ein Synonym von Hoya betchei. Darin sind ihm andere Autoren nicht gefolgt. Hoya chlorantha Rech. wird von Plants of the World online als weiterhin gültiges Taxon akzeptiert.